# شريان قولوني أوسط أيمن
شريان قولوني أوسط أيمن ‏ هو شريان يتفرعُ من شريان قولوني أوسط.